# مسجد فیض‌الرحمان
مسجد فیض الرحمان مربوط به اواخر دوره قاجار - اوایل دوره پهلوی است و در زاهدان، خیابان مجدیه، داخل کوچه شماره ۹ واقع شده و این اثر در تاریخ ۲۵ اسفند ۱۳۷۹ با شمارهٔ ثبت ۳۰۶۱ به‌عنوان یکی از آثار ملی ایران به ثبت رسیده‌است.